# Frances Abington
Frances "Fanny" Abington (nascida Frances Barton; Londres, 1737 – Londres, 4 de março de 1815) foi uma atriz britânica.

## Biografia
Ela nasceu Frances Barton, filha de um soldado raso, começou sua carreira como uma menina vendedora de flores e cantora de rua. Como empregada doméstica de uma modista francesa, aprendeu sobre vestuário e adquiriu conhecimento do idioma francês, que mais tarde lhe seria muito útil. Sua primeira aparição no palco foi em Haymarket, em 1755 no papel de Miranda da peça da Senhora Centlivre, Busybody.
Em 1756, por recomendação de Samuel Foote, tornou-se integrante da companhia Drury Lane, onde foi ofuscada pelas senhoras Pritchard e Kitty Clive. Em 1759, depois de um casamento infeliz com o seu professor de música James Abington, um trompetista real, é mencionada nos prospectos como "Senhora Abington". Seu primeiro sucesso foi na Irlanda como Lady Townley (em The Provok'd Husband de Vanbrugh e Cibber), e foi só depois de cinco anos, a convite premente de David Garrick, que retornou para a Drury Lane. Ali permaneceu por dezoito anos, sendo a primeira a representar mais de trinta personagens importantes, como Lady Teazle (1777). Em abril de 1772, quando James Northcote viu seu desempenho em Miss Notable, da peça de Cibber, The Lady's Last Stake, comentou com seu irmão: "Eu nunca vi uma representação tão boa em toda a minha vida, pois em sua atuação, ela tem toda a simplicidade da natureza e não o mínimo de tintura do teatro".
Suas heroínas shakespearianas: Beatrice, Portia, Desdêmona e Ofélia, não foram menos bem sucedidas do que suas personagens cômicas: Miss Hoyden, Biddy Tipkin, Lucy Lockit e Miss Prue. Foi como a última personagem em Love for Love, que Sir Joshua Reynolds pintou o seu melhor retrato dela. Em 1782 deixou a companhia Drury Lane por Covent Garden. Depois de uma ausência dos palcos de 1790 até 1797, reapareceu, encerrando sua carreira artística em 1799.
Sua ambição, inteligência pessoal e esperteza lhe valeram uma posição distinta na sociedade, apesar de sua origem humilde. Mulheres da moda copiaram suas roupas, e uma touca que ela usava foi amplamente adotada e ficou conhecida a "boina Abington".